# Coupe d'Afrique du Nord de football 1933-1934
Navigation
Coupe AFN 1932-1933 Coupe AFN 1934-1935
Cet article traite de l'édition 1933-1934 de la Coupe d'Afrique du Nord de football. Il s'agit de la quatrième édition de cette compétition, qui se termine par une victoire du CJ Oran.
C'est une équipe de la Ligue d'Oran et une équipe de la Ligue du Maroc qui se rencontrent en finale. Ces deux équipes sont respectivement le CDJ Oran et l'US Marocaine . La finale se termine par une victoire des Oranie sur les Marocain sur le score de 2 but à 0.
Le Club des Joyeusetés d'Oran remporte la compétition pour la Troisième fois de son histoire et permet à sa ligue, la Ligue d'Oran d'obtenir un troisième titre dans la compétition.

## Parcours LMFA-Maroc

### Premier Tour
- joués le 8 octobre 1933[1].

|   | Date | Club             | Score  | Club               | Lieu       |
| - | ---- | ---------------- | ------ | ------------------ | ---------- |
| 1 |      | Idéal Marocain   | 1 - 2  | ASTF Meknès        | Casablanca |
| 2 |      | Racing AC        | 3 - 1  | CSM BUS Casablanca | Casablanca |
| 3 |      | US Athlétique    | 4 - 2  | ASF Tanger         | Casablanca |
| 4 |      | USC Maroc        | 8 - 4  | ASPTT Rabat        | Rabat      |
| 5 |      | ASPTT Casablanca | 7 - 0  | AS Salé            | Rabat      |
| 6 |      | US Fès           | 2 - 0  | SC Taza            | Fès        |
| 7 |      | USD Meknès       | 1 - 2  | ASPTT Fès          | OC Meknès  |
| 8 |      | AS Marrakech     | 3 - 0  | SC Roches Noires   | Marrakech  |
| 9 |      | SA Marrakech     | 10 - 1 | AS Mogador         | Mogador    |

### Deuxième Tour
|   | Date | Club             | Score | Club | Lieu |
| - | ---- | ---------------- | ----- | ---- | ---- |
| 1 |      | ASPTT Casablanca | -     |      |      |
| 2 |      | Stade Marocain   | -     |      |      |
| 3 |      | US Marocaine     | -     |      |      |
| 4 |      | Racing AC        | -     |      |      |
| 5 |      | ASF Tanger       | -     |      |      |
| 6 |      | ?                | -     |      |      |

### Troisième Tour
|   | Date | Club             | Score | Club      | Lieu |
| - | ---- | ---------------- | ----- | --------- | ---- |
| 1 |      | ASPTT Casablanca | 2 - 2 | Racing AC |      |
| 2 |      | Stade Marocain   | -     |           |      |
| 3 |      | US Marocaine     | -     |           |      |

## Parcours LAFA-Alger

### Premier Tour
- joués le 24 septembre 1933[2].

|    | Date | Club                      | Score | Club                 | Lieu         |
| -- | ---- | ------------------------- | ----- | -------------------- | ------------ |
| 1  |      | MC Alger                  | 3 - 0 | AS Saoula-Birkhadem  | Douéra       |
| 2  |      | OM Ruisseau               | 2 - 1 | O Tizi-Ouzou         | Issers       |
| 3  |      | US Algérois               | 2 - 0 | AS Montpensier       | El Biar      |
| 4  |      | JS Issersville-les-Issers | 2-1   | FC Kouba             | Rouiba       |
| 5  |      | AS Castiglione Bou-Haroun | 3 - 0 | Stade Algérois       | Zéralda      |
| 6  |      | RAS Algérois              | 1 - 1 | AS Lebon             | Caroubier    |
| 7  |      | USM Blida                 | 2 - 1 | SC Ménerville        | Stade Lebon  |
| 8  |      | AS Trèfle Algérois        | 4 - 3 | Olympique Marengo    | Castiglione  |
| 9  |      | SC Médéa                  | 4 - 0 | CA Paté              | Blida        |
| 10 |      | SC Algérois               | 4 - 1 | Olympique Affreville | Blida        |
| 11 |      | GS Orléansville           | 4 - 1 | ES Zéralda           | Boufarik     |
| 12 |      | US Blida                  | 3 - 1 | SCU El Biar          | Maison Carré |
| 13 |      | SC Bab el-Oued            | -     | Alger la Blanche JPO | Saint Eugène |
| 14 |      | Olympique Rouiba          | -     | AS Dellys            | Ménerville   |

Sont exempts au premier tour : les huit clubs de division d'honneur, l'AS Douéra et US Fort-de-l'Eau.

### Deuxième Tour
- joués le 15 octobre 1933[3].

l'US Ouest Mitidja désigné d'office pour le tour suivant.
|    | Date | Club                  | Score     | Club                      | Lieu            |
| -- | ---- | --------------------- | --------- | ------------------------- | --------------- |
| 1  |      | MC Alger              | 4 - 3 a.p | RU Alger                  | Maison-Carrée   |
| 2  |      | US Algérois           | 1 - 0     | Olympique Hussein Dey     | Stade Municipal |
| 3  |      | RC Maison-Carrée      | 10 - 0    | AS Trèfle Algérois        | Hussein Dey     |
| 4  |      | AS Boufarik           | 6 - 0     | OM Ruisseau               | Stade Gallia    |
| 5  |      | US Fort-de-l'Eau      | 2 - 1     | AS Lebon                  | Maison-Carrée   |
| 6  |      | SC Alger              | 3 - 2     | Olympique Rouiba          | Fort-de-l'Eau   |
| 7  |      | AS Saint-Eugène       | 4 - 0     | AS Castiglione Bou-Haroun | Zéralda         |
| 8  |      | US Blida              | 1 - 0     | SC Bab el-Oued            | Douéra          |
| 8  |      | Gallia Sports d'Alger | 3 - 0     | USM Blida                 | Boufarik        |
| 10 |      | FC Blida              | 7 - 0     | AS Douéra                 | Boufarik        |
| 11 |      | GS Orléansville       | 1 - 1     | SC Médéa                  | Blida           |

| Titulaires : |  |
| |  |
| (Maillot) 1. Catalan Franki Cohen 2. Scandrani Lahbib dit "Scandrani I" 3. Bouhamidi dit "Hamidi" 4. Derriche Braham 5. Scandrani Hamouda dit "Scandrani II" 6. Azouz Mohamed 7. Farès Abderrahmane 8. Dahmoun Ramdane 9. Yamarene Ali 10. Bouyedjra Bachir 11. Assaâd |  |
| Entraîneur : |  |
| Ksentini Omar |  |

| Titulaires : |  |
| |  |
| (Maillot) 1. Simoni 2. Lucien Jasseron 3. Raymond Couard "Couard II" 4. Costa 5. Cardenas 6. Taillant 7. Gandillon 8. Pataa 9. Roger Couard dit "Couard I" 10. Mari 11. Faucon |  |

| Titulaires : |  |
| |  |
| (Maillot) 1. Catalan Franki Cohen 2. Scandrani Lahbib dit "Scandrani I" 3. Bouhamidi dit "Hamidi" 4. Derriche Braham 5. Scandrani Hamouda dit "Scandrani II" 6. Azouz Mohamed 7. Farès Abderrahmane 8. Dahmoun Ramdane 9. Yamarene Ali 10. Bouyedjra Bachir 11. Assaâd |  |
| Entraîneur : |  |
| Ksentini Omar |  |

| Titulaires : |  |
| |  |
| (Maillot) 1. Simoni 2. Lucien Jasseron 3. Raymond Couard "Couard II" 4. Costa 5. Cardenas 6. Taillant 7. Gandillon 8. Pataa 9. Roger Couard dit "Couard I" 10. Mari 11. Faucon |  |

### Troisième Tour
- joués le 5 novembre 1933[4].

|   | Date | Club             | Score       | Club             | Lieu         |
| - | ---- | ---------------- | ----------- | ---------------- | ------------ |
| 1 |      | AS Saint-Eugène  | 1 - 0 (a.p) | GS Alger         | Maison Carré |
| 2 |      | MC Alger         | 6 - 0       | SC Algérois      | Saint Eugène |
| 3 |      | AS Boufarik      | 2 - 0       | US Algérois      | Saint Eugène |
| 4 |      | RC Maison Carrée | 2 - 1 (a.p) | US Fort de l'Eau | Hussein Dey  |
| 5 |      | US Ouest Mitidja | 2 - 2 (a.p) | US Blida         | Boufarik     |
| 6 |      | GS Orléansville  | 2 - 1 (a.p) | FC Blida         | El Affroun   |

### Quatrième Tour
- joués le 26 novembre 1933[5]

|   | Date | Club             | Score | Club            | Lieu |
| - | ---- | ---------------- | ----- | --------------- | ---- |
| 1 |      | RC Maison Carrée | 5 - 1 | AS Saint-Eugène |      |
| 2 |      | AS Boufarik      | 2 - 0 | MC Alger        |      |
| 3 |      | US Ouest Mitidja | 4 - 0 | GS Orléansville |      |

## Parcours LOFA-Oran

### Premier Tour
- joués le 24 septembre 1933[2],[6]:

|   | Date | Club                          | Score | Club                         | Lieu      |
| - | ---- | ----------------------------- | ----- | ---------------------------- | --------- |
| 1 |      | Brillant Medioni Sportif Oran | 3 - 2 | US Cheminots Oujda           | Oran      |
| 2 |      | AS Lahitte                    | 8 - 3 | Idéal Club Bel-Abbès         | Oran      |
| 3 |      | SCFM Oujda                    | 2 - 3 | US Rivoli                    |           |
| 4 |      | Saint-Charles Sportif Oranais | 0 - 3 | SC Lamur                     | Oran      |
| 5 |      | Sports Thiers Club Bel-Abbès  | 4 - 1 | CC Sig                       | Bel-Abbès |
| 6 |      | JS Eckmuhl                    | 4 - 1 | Africa Sports Club Boulanger | Oran      |
| 7 |      | SCJ Relizane                  | 3 - 0 | US Bel-Abbès                 | Relizane  |
| 8 |      | US Laferrière                 | 1 - 0 | FC Oran                      |           |
| 9 |      | GC Saïda                      | 3 - 2 | ASPTT Oran                   | Saida     |

| Titulaires : |  |
| |  |
| (Maillot Vert et Rouge) 1. Garcia 2. Arranda Gabriel 3. Torrès 4. Gomez II 5. Cascales I 6. Santonja 7. Marsal 8. Forté 9. Saplana Emile 10. Cascales II 11. Gomez I |  |

| Titulaires : |  |
| |  |
| (Maillot Bleu et Blanc) 1. Hadj 2. Benllimi 3. Belarbi 4. Poros 5. Ghomri 6. Arissi 7. Rideï 8. Benkada 9. Ahmed 10. Hadj Ali 11. Lakhdar |  |

| Titulaires : |  |
| |  |
| (Maillot Vert et Rouge) 1. Garcia 2. Arranda Gabriel 3. Torrès 4. Gomez II 5. Cascales I 6. Santonja 7. Marsal 8. Forté 9. Saplana Emile 10. Cascales II 11. Gomez I |  |

| Titulaires : |  |
| |  |
| (Maillot Bleu et Blanc) 1. Hadj 2. Benllimi 3. Belarbi 4. Poros 5. Ghomri 6. Arissi 7. Rideï 8. Benkada 9. Ahmed 10. Hadj Ali 11. Lakhdar |  |

### Deuxième Tour
- joués le 15 octobre 1933[3],[7]:

|    | Date | Club                         | Score  | Club                          | Lieu              |
| -- | ---- | ---------------------------- | ------ | ----------------------------- | ----------------- |
| 1  |      | la Marsa                     | 2 - 0  | SC Choupot                    | Oran              |
| 2  |      | AS Lahitte                   | 1 - 0  | JS Marine d'Oran              | Oran              |
| 3  |      | JS Eckmuhl                   | 4 - 1  | USM Saida                     | Oran              |
| 4  |      | Saint-Louis Sportive Oranais | 8 - 2  | CS Béni Saf                   | Oran              |
| 5  |      | US Bel-Abbès                 | 2 - 0  | Stade Mondial Gambetta        | Bel-Abbès         |
| 6  |      | Marine Sportif Bel-Abbès     | 2 - 5  | STC Bel-Abbès                 | Bel-Abbès         |
| 7  |      | Avenir Sportif Mostaganem    | 4 - 1  | Brillant Medioni Sportif Oran | Mostaganem        |
| 8  |      | US Hammam Bou Hadjar         | 3 - 0  | GC Saïda                      | Hammam Bou Hadjar |
| 9  |      | US Laferrière                | 4 - 0  | SC Lamur                      | Laferrière        |
| 10 |      | SC France Maroc Oujda        | 11 - 1 | SC Sigois                     | Oujda             |
| 11 |      | SC Tlemcen                   | 6 - 0  | USSC Témouchent               | Tlemcen           |
| 12 |      | Mercier-Lacombe Sportive     | 2 - 0  | ASPTT Oujda                   | Mercier-Lacombe   |

| Titulaires : |  |
| |  |
| (Maillot) 1. Carbonnel Joachin 2. Nicolas Ignace 3. Ribeilles Joseph 4. Bittard 5. Mas Vincent 6. Mas François 7. Djilali Ahmed 8. Mayzone Clément 9. Torra Joseph 10. Legaz Antoine 11. Villanueva Ange |  |

| Titulaires : |  |
| |  |
| (Maillot) 1. Mazouni Abdelkader 2. Frihi 3. Smaïn 4. Alliot 5. Drissi Ali 6. Tandjaoui Ahmed dit (Bacoco) 7. Benhalima 8. Saïd 9. Khorsi 10. Mir Ahmed 11. Miloud |  |

| Titulaires : |  |
| |  |
| (Maillot) 1. Carbonnel Joachin 2. Nicolas Ignace 3. Ribeilles Joseph 4. Bittard 5. Mas Vincent 6. Mas François 7. Djilali Ahmed 8. Mayzone Clément 9. Torra Joseph 10. Legaz Antoine 11. Villanueva Ange |  |

| Titulaires : |  |
| |  |
| (Maillot) 1. Mazouni Abdelkader 2. Frihi 3. Smaïn 4. Alliot 5. Drissi Ali 6. Tandjaoui Ahmed dit (Bacoco) 7. Benhalima 8. Saïd 9. Khorsi 10. Mir Ahmed 11. Miloud |  |

### Troisième Tour
- joués le 5 novembre 1933[8],[9]:

|    | Date           | Club                      | Score     | Club                         | Lieu       |
| -- | -------------- | ------------------------- | --------- | ---------------------------- | ---------- |
| 1  |                | Avenir Sportif Mostaganem | 2 - 1     | AGS Mascara                  | Mostaganem |
| 2  |                | JP Bel-Abbès              | 1 - 1     | Saint-Louis Sportive Oranais | Bel-Abbès  |
| 3  |                | CAL Oran                  | 7 - 0     | JS Eckmuhl                   | Oran       |
| 4  |                | ASM Oran                  | 6 - 2     | SC Tlemcen                   | Oran       |
| 5  |                | USM Oran                  | 3 - 1 a.p | STC Bel-Abbès                | Bel-Abbès  |
| 6  |                | USFA Tlemcen              | 3 - 1     | US Bel-Abbès                 | Bel-Abbès  |
| 7  |                | SC Bel-Abbès              | 4 - 3     | US Laferrière                | Laferrière |
| 8  |                | IS Mostaganem             | 5 - 2     | Mercier-Lacombe Sportive     | Mostaganem |
| 9  | 7 janvier 1934 | GC Oran                   | 5 - 0     | SC France-Maroc Oujda        | Oran       |
| 10 |                | AS Eckmühl                | 3 - 0     | la Marsa                     | Oran       |
| 11 |                | Perrégaux GS              | -         |                              |            |
| 12 |                | US Hammam Bou Hadjar      | -         |                              |            |

| Titulaires : |  |
| |  |
| (Maillot) 1. Baghdad Aboukébir 2. Bencharab Saffa dit "Ahmed" 3. Benzalat Mohamed 4. Ben yaro Ali 5. Miloud Bouakeul 6. Saïd Dennaï 7. Martinez Michel 8. Miloud Osman 9. Gorine 10. Bérak 11. Souilem Gnaoui |  |

| Titulaires : |  |
| |  |
| (Maillot) 1. Garcia 2. Torrès 3. Arranda Gabriel 4. Gomez I 5. Canalès 6. Santonja 7. Marsal 8. Fortès 9. Saplana Emile 10. Gomez II 11. Martini |  |

| Titulaires : |  |
| |  |
| (Maillot) 1. Baghdad Aboukébir 2. Bencharab Saffa dit "Ahmed" 3. Benzalat Mohamed 4. Ben yaro Ali 5. Miloud Bouakeul 6. Saïd Dennaï 7. Martinez Michel 8. Miloud Osman 9. Gorine 10. Bérak 11. Souilem Gnaoui |  |

| Titulaires : |  |
| |  |
| (Maillot) 1. Garcia 2. Torrès 3. Arranda Gabriel 4. Gomez I 5. Canalès 6. Santonja 7. Marsal 8. Fortès 9. Saplana Emile 10. Gomez II 11. Martini |  |

| Titulaires : |  |
| |  |
| (Maillot) 1. Barbier Eugène 2. Alcaraz Emile 3. Janin 4. Gros Georges 5. Lazaro Onafret 6. Lahouari Hammou 7. Victoria Georges 8. Malvy Camille 9. Chauzy Emile dit (Chauzy II) 10. Mattéo Joseph 11. Beltramo André |  |

| Titulaires : |  |
| |  |
| (Maillot) 1. Schneider 2. N'hari 3. Benchetrit 4. Seban 5. Dubouch 6. Alenda 7. Alenda II 8. Martinez 9. Pujol 10. Carlos 11. Pérez |  |

| Titulaires : |  |
| |  |
| (Maillot) 1. Barbier Eugène 2. Alcaraz Emile 3. Janin 4. Gros Georges 5. Lazaro Onafret 6. Lahouari Hammou 7. Victoria Georges 8. Malvy Camille 9. Chauzy Emile dit (Chauzy II) 10. Mattéo Joseph 11. Beltramo André |  |

| Titulaires : |  |
| |  |
| (Maillot) 1. Schneider 2. N'hari 3. Benchetrit 4. Seban 5. Dubouch 6. Alenda 7. Alenda II 8. Martinez 9. Pujol 10. Carlos 11. Pérez |  |

### Quatrième Tour
- joués le 7 janvier 1934[10],[11]

|                            | Date       | Club                         | Score                    | Club                 | Lieu                |
| -------------------------- | ---------- | ---------------------------- | ------------------------ | -------------------- | ------------------- |
| 1                          |            | USM Oran                     | 4 - 1                    | AS Mostaganem        | Stade Gallia / Oran |
| 2                          |            | Saint-Louis Sportive Oranais | 3 - 2                    | IS Mostaganem        | Stade Alenda / Oran |
| 3                          |            | SC Bel-Abbès                 | 4 - 2                    | US Hammam Bou Hadjar | Bel-Abbès           |
| 4                          |            | Perrégaux GS                 | 2 - 0 partie non terminé | US Bel-Abbès         | Perrégaux           |
| 5                          |            | CAL Oran                     | 1 - 1                    | AS Eckmühl           | Oran                |
| 6                          | 14 janvier | GC Oran                      | 2 - 1                    | ASM Oran             | Stade Alenda / Oran |
| Match rejoué le 14 janvier |            |                              |                          |                      |                     |
|                            |            | CAL Oran                     | 2 - 1                    | AS Eckmühl           | Oran                |

| Titulaires : |  |
| |  |
| (Maillot) 1. Diaz 2. Semoya 3. Coscat 4. Algaras 5. Carvajal 6. Sanchez 7. Léal 8. Rolland 9. Hamadi 10. Abad 11. Mestre |  |

| Titulaires : |  |
| |  |
| (Maillot) 1. Kader Boualem 2. Abbès 3. Oliver Antoine 4. Ould Ali Menouar 5. Simon Joseph 6. Kaddour Ahmed 7. Kazdali Brahim 8. Layet Paul 9. Kettab Charef 10. Levent Louis 11. Belhachemi Mohamed |  |

| Titulaires : |  |
| |  |
| (Maillot) 1. Diaz 2. Semoya 3. Coscat 4. Algaras 5. Carvajal 6. Sanchez 7. Léal 8. Rolland 9. Hamadi 10. Abad 11. Mestre |  |

| Titulaires : |  |
| |  |
| (Maillot) 1. Kader Boualem 2. Abbès 3. Oliver Antoine 4. Ould Ali Menouar 5. Simon Joseph 6. Kaddour Ahmed 7. Kazdali Brahim 8. Layet Paul 9. Kettab Charef 10. Levent Louis 11. Belhachemi Mohamed |  |

| Titulaires : |  |
| |  |
| (Maillot) 1. Pasquet Gaston 2. Ardizzi 3. Unger Rudolph 4. Lacasa Maurice 5. Colomer René 6. Pérez Edouard 7. Segarra Raymond 8. Lopez Manuel 9. Pinel Lucien 10. Liminana Richard 11. Wilhelm Heiss |  |

| Titulaires : |  |
| |  |
| (Maillot) 1. Menjou Maurice 2. Lafargue Paul 3. Cid Raymond 4. Garcia Pierre 5. Boudjemaa Bouhdjar 6. Cheikh Sayah 7. Rico Eugène 8. Amar Abdelkader 9. Terrier Vincent 10. Bruneaux Michel 11. Zamora François |  |

| Titulaires : |  |
| |  |
| (Maillot) 1. Pasquet Gaston 2. Ardizzi 3. Unger Rudolph 4. Lacasa Maurice 5. Colomer René 6. Pérez Edouard 7. Segarra Raymond 8. Lopez Manuel 9. Pinel Lucien 10. Liminana Richard 11. Wilhelm Heiss |  |

| Titulaires : |  |
| |  |
| (Maillot) 1. Menjou Maurice 2. Lafargue Paul 3. Cid Raymond 4. Garcia Pierre 5. Boudjemaa Bouhdjar 6. Cheikh Sayah 7. Rico Eugène 8. Amar Abdelkader 9. Terrier Vincent 10. Bruneaux Michel 11. Zamora François |  |

### Tour Cinquième
- joués le 14 janvier 1934[11],[12]

|   | Date       | Club                         | Score | Club         | Lieu                      |
| - | ---------- | ---------------------------- | ----- | ------------ | ------------------------- |
| 1 | 14 janvier | USM Oran                     | 2 - 0 | SC Bel-Abbès | Stade du cimetière / Oran |
| 2 | 21 janvier | Saint-Louis Sportive Oranais | 2 - 1 | CAL Oran     | Oran                      |
| 3 | 21 janvier | Perrégaux GS                 | 2 - 0 | GC Oran      | Pérregaux                 |

| Titulaires : |  |
| |  |
| (Maillot) 1. Baghdad Aboukébir 2. Bencharab Saffa dit "Ahmed" 3. Fouatih Hamida 4. Saffa Mokhfi 5. Miloud Bouakeul 6. Saïd Dennaï 7. Martinez Michel 8. Kader Firoud 9. Souilem Gnaoui 10. Miloud Osman 11. Berkani |  |

| Titulaires : |  |
| |  |
| (Maillot) 1. Pasquet Gaston 2. Ardizi 3. Unger Rudolph 4. Lacasa Maurice 5. Colomer René 6. Pérez Edouard 7. Ricoux Henri 8. Lopez Manuel 9. Pinel Lucien 10. Wilhelm Heiss 11. Liminana Richard |  |

| Titulaires : |  |
| |  |
| (Maillot) 1. Baghdad Aboukébir 2. Bencharab Saffa dit "Ahmed" 3. Fouatih Hamida 4. Saffa Mokhfi 5. Miloud Bouakeul 6. Saïd Dennaï 7. Martinez Michel 8. Kader Firoud 9. Souilem Gnaoui 10. Miloud Osman 11. Berkani |  |

| Titulaires : |  |
| |  |
| (Maillot) 1. Pasquet Gaston 2. Ardizi 3. Unger Rudolph 4. Lacasa Maurice 5. Colomer René 6. Pérez Edouard 7. Ricoux Henri 8. Lopez Manuel 9. Pinel Lucien 10. Wilhelm Heiss 11. Liminana Richard |  |

| Titulaires : |  |
|              |  |
| (Maillot)    |  |

| Titulaires : |  |
|              |  |
| (Maillot)    |  |

| Titulaires : |  |
|              |  |
| (Maillot)    |  |

| Titulaires : |  |
|              |  |
| (Maillot)    |  |

| Titulaires : |  |
|              |  |
| (Maillot)    |  |

| Titulaires : |  |
|              |  |
| (Maillot)    |  |

| Titulaires : |  |
|              |  |
| (Maillot)    |  |

| Titulaires : |  |
|              |  |
| (Maillot)    |  |

## Parcours LCFA-Constantine

### Premier Tour
- joués le 29 octobre 1933[13],[14],[15]

|    | Date | Club                  | Score | Club                       | Lieu          |
| -- | ---- | --------------------- | ----- | -------------------------- | ------------- |
| 1  |      | CS Constantine        | 2 - 1 | FC Bougie                  | Sétif         |
| 2  |      | Croissant Club Biskra | 6 - 0 | Avenir Sportif Constantine | Batna         |
| 3  |      | SO Sétif              | 5 - 2 | EV Kouif                   | Batna         |
| 4  |      | USC Constantine       | 3 - 0 | JS Constantine             | Constantine   |
| 5  |      | AS Bône               | 3 - 0 | SC Philippeville           | Guelma        |
| 6  |      | AS Constantine        | 4 - 3 | JBAC Bône                  | Phillipeville |
| 7  |      | EJ Philippeville      | 3 - 1 | CA Bordj Bou Arreridj      | Saint Arnaud  |
| 8  |      | Sporting Club Sétif   | 9 - 0 | MS Bône                    | Philippeville |
| 9  |      | RCM Souk Ahras        | 3 - 0 | Défense Saint-Arnaud       | Constantine   |
| 10 |      | Olympique Sedrata     | 1 - 0 | AS Batna                   | Ain Beida     |
| 11 |      | RC Philippeville      | 5 - 1 | ES Biskra                  | Constantine   |
| 12 |      | JS Guelma             | 9 - 1 | USC Bône                   | Souk Ahras    |

### Deuxième Tour
- joués le 26 novembre 1933[16].

|   | Date | Club                  | Score | Club             | Lieu          |
| - | ---- | --------------------- | ----- | ---------------- | ------------- |
| 1 |      | CS Constantine        | 2 - 1 | RC Philippeville | Bône          |
| 2 |      | Croissant Club Biskra | 2 - 0 | AS Batna         | Sétif         |
| 3 |      | JS Guelma             | 1 - 0 | RCM Souk Ahras   | Bône          |
| 4 |      | Sporting Club Sétif   | 2 - 1 | EJ Philippeville | Constantine   |
| 5 |      | AS Constantine        | 3 - 2 | AS Bône          | Philippeville |
| 6 |      | SO Sétif              | 4 - 3 | USC Constantine  | Batna         |

### Troisième Tour
- joués le 10 décembre 1933[17],[18],[19]

|   | Date | Club                  | Score | Club                | Lieu        |
| - | ---- | --------------------- | ----- | ------------------- | ----------- |
| 1 |      | CS Constantine        | 1 - 0 | SO Sétif            | Constantine |
| 2 |      | JS Guelma             | 2 - 0 | AS Constantine      | Constantine |
| 3 |      | Croissant Club Biskra | -     | Sporting Club Sétif | Constantine |

| Titulaires : |  |
| |  |
| (Maillot) 1. M'zala 2. Embarek 3. Boucetta 4. Moudjri 5. Rebbag 6. Maboubhi 7. Piraino 8. Ben Azouz 9. Derdour 10. Bensouiki 11. Achour |  |

| Titulaires : |  |
| |  |
| (Maillot) 1. Salva 2. Arnold 3. Ben Rabah 4. Saadna 5. Carbonell 6. Loisy 7. Michar 8. Abid 9. Vallet 10. Sans 11. Nin |  |

| Titulaires : |  |
| |  |
| (Maillot) 1. M'zala 2. Embarek 3. Boucetta 4. Moudjri 5. Rebbag 6. Maboubhi 7. Piraino 8. Ben Azouz 9. Derdour 10. Bensouiki 11. Achour |  |

| Titulaires : |  |
| |  |
| (Maillot) 1. Salva 2. Arnold 3. Ben Rabah 4. Saadna 5. Carbonell 6. Loisy 7. Michar 8. Abid 9. Vallet 10. Sans 11. Nin |  |

| Titulaires : |  |
|              |  |
| (Maillot)    |  |

| Titulaires : |  |
|              |  |
| (Maillot)    |  |

| Titulaires : |  |
|              |  |
| (Maillot)    |  |

| Titulaires : |  |
|              |  |
| (Maillot)    |  |

| Titulaires : |  |
|              |  |
| (Maillot)    |  |

| Titulaires : |  |
|              |  |
| (Maillot)    |  |

| Titulaires : |  |
|              |  |
| (Maillot)    |  |

| Titulaires : |  |
|              |  |
| (Maillot)    |  |

## Parcours des finalistes

### Huitièmes de finale
- Résultats du huitième de finale de la Coupe d'Afrique du Nord 1933-1934:
- joués le 4 février 1934[20],[21]:

|                            | Date | Club                         | Score | Club                  | Lieu                        |
| -------------------------- | ---- | ---------------------------- | ----- | --------------------- | --------------------------- |
| 1                          |      | CDJ Oran                     | 4 - 2 | Stade Marocain        | Oran                        |
| 2                          |      | US Ouest Mitidja             | 2 - 1 | US Tunis              | Municipal / Alger           |
| 3                          |      | RC Maison-Carrée             | 2 - 2 | US Marocaine          | Maison-Carré                |
| 4                          |      | Saint-Louis Sportive Oranais | 0 - 2 | JS Guelma             | Alenda / Oran               |
| 5                          |      | ASPTT Casablanca             | 1 - 1 | Perrégaux GS          | Stade Philippe / Casablanca |
| 6                          |      | SC Tunis                     | 6 - 1 | CS Constantine        | Géo-André / Tunis           |
| 7                          |      | Croissant Club Biskra        | N.J   | USM Oran              | Constantine                 |
| 8                          |      | SC Ferryville                | 1 - 2 | AS Boufarik           | Tunis                       |
| Match rejoué le 18 février |      |                              |       |                       |                             |
|                            |      | US Marocaine                 | 2 - 0 | RC Maison-Carrée      | Casablanca                  |
|                            |      | Perrégaux GS                 | 1 - 2 | ASPTT Casablanca      | Oran                        |
|                            |      | USM Oran                     | 2 - 0 | Croissant Club Biskra | Municipal / Alger           |

### Quarts de finale
- Résultats des quarts de finale de la Coupe d'Afrique du Nord 1933-1934:
- joués le 4 mars 1934[22],[23]:

|                         | Date | Club         | Score | Club             | Lieu              |
| ----------------------- | ---- | ------------ | ----- | ---------------- | ----------------- |
| 1                       |      | AS Boufarik  | 2 - 2 | CDJ Oran         | Boufarik          |
| 2                       |      | USM Oran     | 1 - 2 | US Ouest Mitidja | Oran              |
| 3                       |      | US Marocaine | 3 - 0 | SC Tunis         | Municipal / Alger |
| 4                       |      | JS Guelma    | 3 - 1 | ASPTT Casablanca | Sidi Bel-Abbès    |
| Match rejoué le 18 mars |      |              |       |                  |                   |
|                         |      | CDJ Oran     | 2 - 1 | AS Boufarik      | Oran              |

### Demi-finales
- Résultats des demi-finales de la Coupe d'Afrique du Nord 1933-1934:
- joués le 15 avril 1934[24],[25]:

|                          | Date | Club         | Score | Club             | Lieu        |
| ------------------------ | ---- | ------------ | ----- | ---------------- | ----------- |
| 1                        |      | JS Guelma    | 2 - 2 | CDJ Oran         | Constantine |
| 2                        |      | US Marocaine | 5 - 0 | US Ouest Mitidja | Casablanca  |
| Match rejoué le 22 avril |      |              |       |                  |             |
|                          |      | CDJ Oran     | 4 - 0 | JS Guelma        | Oran        |

### Finale
- Résultats du finale de la Coupe d'Afrique du Nord 1933-1934

La finale joués le 6 mai 1934,,
|   | Date       | Club                | Score | Club         | Lieu                         |
| - | ---------- | ------------------- | ----- | ------------ | ---------------------------- |
| 1 | 6 mai 1934 | Club Des Joyeusetés | 2 – 0 | US Marocaine | Stade Philippe/ (Casablanca) |

| Titulaires : |  |
| |  |
| () 1. Desbats 2. Pacchiano Dominique 3. Fernandez 4. Guillem Joseph 5. Lopez 6. Baus 7. Sparza 8. Michel Frutoso 9. Bérenguer Michel 10. Scotto 11. Martin |  |

| Titulaires : |  |
| |  |
| () 1. Gonzales 2. Ortin 3. Garcia 4. Mohamed Farah "Trimbo" 5. Mesquida 6. Togna 7. Martin 8. Laporte 9. Mario Zatelli 10. Georges Janin 11. Macia |  |

| Titulaires : |  |
| |  |
| () 1. Desbats 2. Pacchiano Dominique 3. Fernandez 4. Guillem Joseph 5. Lopez 6. Baus 7. Sparza 8. Michel Frutoso 9. Bérenguer Michel 10. Scotto 11. Martin |  |

| Titulaires : |  |
| |  |
| () 1. Gonzales 2. Ortin 3. Garcia 4. Mohamed Farah "Trimbo" 5. Mesquida 6. Togna 7. Martin 8. Laporte 9. Mario Zatelli 10. Georges Janin 11. Macia |  |

| Coupe d'Afrique du Nord Vainqueur 1933-1934 |
| ------------------------------------------- |
| CDJ Oran Troisième titre                    |